# Cheng Chu Sian
Cheng Chu Sian, född 1 mars 1986, är en malaysisk bågskytt. Han deltog vid olympiska sommarspelen 2008 och olympiska sommarspelen 2012.